# Laroche Valmont
 (juillet 2012).
Laroche Valmont, de son vrai nom Jean-Quentin Gérard, est un chanteur et homme de presse français né le 22 juin 1949 à Bourg-en-Bresse (Ain). Il est notamment connu pour la chanson T'as le look, coco de 1984.

## Biographie

### Jeunesse
Jean-Quentin Gérard passe ses vacances dans le domaine familial de Laroche-Valmont à proximité de Bourg-en-Bresse.
En 1968, voulant devenir chanteur, il vend des abonnements à des journaux pour pouvoir s'acheter une guitare et des amplis, puis il devient finalement éditeur de magazines[source insuffisante].

### L'Amur… tujurs l'Amur!(1983)
Au début des années 1980, certaines connaissances de Jean-Quentin Gérard sont devenues célèbres dans le milieu de la chanson : Jean-Patrick Capdevielle, premier rédacteur en chef qu'il engage, le groupe Téléphone, ou encore Hubert-Félix Thiéfaine, qu'il avait connu au pensionnat Mont-Roland de Dole, se sont déjà « fait un nom »[source insuffisante]. Inspiré par les titres dansants et festifs de l'époque, et notamment par le groupe Kid Creole & the Coconuts, Jean-Quentin Gérard enregistre son premier disque afin de pouvoir effectuer des prestations scéniques visuelles. Sous le pseudonyme de Laroche-Valmont, il sort son premier 45 Tours L'Amur… tujurs l'Amur ! en 1983, avec en face B Je suis un maniaque des manettes. Bien que le succès ne soit pas au rendez-vous, cette chanson demeure la préférée de Laroche Valmont parmi toutes celles qu'il a enregistrées[source insuffisante]. Grâce à ses relations, la chanson de l'artiste bénéficie de passages à l'antenne sur NRJ, mais très peu de radios programment le titre et aucune chaîne de télévision ne l'accepte[source insuffisante].

### SpectacleBreakdance & smurf
Il monte[Quand ?] un show, parfois approximatif selon lui-même, sur les thèmes de la breakdance et du smurf[source insuffisante]. Lorsque la radio NRJ organise aux Galeries Lafayette le premier défilé de mode avec des smurfeurs jouant les mannequins, Laroche-Valmont présente l'évènement en rappant en direct[source insuffisante].

### Le succès comme chanteur

#### T'as le look, coco(1984)
Se souvenant du conseil que lui avait donné Claude François, qui allait toujours réclamer une chanson au compositeur qui venait de produire un succès commercial, Laroche Valmont contacte les Gibson Brothers, les auteurs du hit Cuba, afin qu'ils arrangent sa nouvelle chanson, et fait coécrire la mélodie par Marco Attali et Richard Sanderson, l'interprète de la chanson Reality de la bande-originale du film La Boum. Durant cinq mois, Laroche Valmont démarche sans succès les maisons de disque afin de pouvoir sortir T'as le look, coco. Finalement, un producteur décide de presser un millier de maxi 45 tours à la pochette noire[source insuffisante] et promet de réaliser une pochette en couleurs et plus attrayante si 100 000 exemplaires du titre s'écoulent[source insuffisante]. Les disques sont envoyés aux discothèques, qui adoptent la chanson, et sont suivies par les radios libres.
Le 4 novembre 1984, lors du premier Top 50, T'as le look, coco est à la 7e place, où la chanson se maintient deux semaines, avant de quitter le classement après treize semaines de présence. Le titre est dans le Top 50 en même temps que la chanson Femme libérée de Cookie Dingler (classée no 2 lors de son entrée), qui était dans le même lycée (Mont Roland à Dole) que lui en 1965-1966[source insuffisante], mais qu'il n'avait jamais revu depuis cette période.
Laroche-Valmont devient populaire auprès du grand public grâce au succès 
de T'as le look, coco, écoulé à 510 000 exemplaires.

#### Tonsign atoi sekoi(1985)
Son titre suivant, Tonsign atoi sekoi[source insuffisante] connaît un succès modéré ; elle est moins programmée en radio et en discothèque, mais se vend tout de même à 50 000 exemplaires[source insuffisante]. Tonsign atoi sekoi, qui traite d'horoscope et d'astrologie, devient l'indicatif de l'horoscope de Dominique Duforest sur NRJ durant deux ans[source insuffisante]. En face B, est pressé Alors… heureuse? en version rapide, où Laroche Valmont joue le macho imbu de lui-même, commentant une vie faite de succès avec les femmes[source insuffisante]. Ces deux chansons lui permettent d'étoffer le répertoire de ses spectacles[source insuffisante], où il remplace désormais le hip-hop par le show T'as le look fluo mêlant humour, roller acrobatique et danses sexy[source insuffisante].
Laroche Valmont transforme la face B de Tonsign atoi sekoi, Alors… heureuse? composée par Marco Attali et Richard Sanderson en un slow[source insuffisante], qu’il interprète pour l'émission Les Jeux de 20 heures, où il danse avec une silhouette en bois[source insuffisante].

#### Petite fille de branchés moyens(1987)
Le contrat que Laroche Valmont avait signé avec son producteur arrive à échéance[source insuffisante] et finalement, son nouveau titre Petite fille de branchés moyens - qui décrit l'atmosphère de son époque en faisant notamment référence au walkman ou à Gainsbarre[source insuffisante] sort sur un petit label[source insuffisante]. La face B, Banco, reflète l'état d'esprit de Laroche Valmont, qui ne parvient pas à renouer avec le succès : « J’ai jamais joué le bon tempo/J’ai joué banco sur le zéro »[source insuffisante].

#### Le retour (depuis 2007)
Cependant, vingt-deux ans plus tard, le 5 août 2011, Laroche Valmont fait son retour, devant 6 500 spectateurs aux arènes de Dax, dans le cadre de la tournée RFM Party 80[source secondaire souhaitée].
En mars 2018, le duo Soviet Suprem sort une version rap de T'as le look coco. Sous le pseudonyme d'Umberto Trotski, Laroche Valmont se joint à John Lénine et Sylvester Staline pour tourner un clip. 
À partir de 2021, Laroche Valmont se produit sur scène avec son nouveau spectacle Années 80 Story, accompagné par le groupe Comeback80. Un show entre concert et stand up : ils chantent les grands tubes de la décennie dans l'ordre chronologique de leur sortie en les présentant avec des anecdotes amusantes.

### Homme de presse
Il crée en 1971 Hit, Stéphanie .
Jean-Quentin Gérard aborde également la presse de charme en 1973 avec Privé.
Dans le Groupe Michel Hommell, Jean-Quentin Gérard lance en 1981 le magazine Nitro[source insuffisante] 
(45 000 ventes), qui préfigure les magazines de tuning - alliant la customisation, les dragsters, les voitures américaines et le rock’n’roll.
Associé au Groupe Michel Hommell, il publie en 1997 Boys band mag renommé ensuite Boys ainsi que des hors-séries et un livret sur Leonardo DiCaprio .

## Discographie

### Singles
| Année | Face A                          | Face B                                      |
| ----- | ------------------------------- | ------------------------------------------- |
| 1983  | L'Amur… tujurs l'amur           | J'suis un maniaque des manettes             |
| 1984  | T'as le look, coco              | En un éclair                                |
| 1985  | Tonsign atoi sekoi              | Alors… heureuse? (version originale rapide) |
| 1985  | Alors… heureuse? (version slow) | Alors… heureuse? (version instrumentale)    |
| 1986  | Faut pas décoder                | Faut pas décoder (version instrumentale)    |
| 1987  | Petite Fille de branchés moyens | Banco                                       |

### Compilations
- 2021 : T'as le look, coco[16]
- 2023 : T'as le vinyle coco[17]

### Divers
- En 2018, Laroche Valmont enregistre en duo avec Alain Le Chanteur un Remix Ch'ti de son tube, sous le titre T'as le look min tchiot, qui sort en CD et sur les plateformes de streaming et téléchargement[18].
- En 2020 Laroche Valmont sort sur les plateformes de streaming et téléchargement l'album T'as le look coco & Co (label Musiques & Solutions) avec pour la première fois tous les 45 Tours singles et maxis de Laroche Valmont, plus un Best of de 34 reprises de T'as le look coco du monde entier. En particulier du Vietnam où plus de trois cents chanteurs ont enregistré son adaptation Xuân Yêu Thương, devenue dans ce pays une chanson traditionnelle de fin d'année[19]
- En 2021 le label Marianne Mélodie publie le premier CD de Laroche Valmont avec tous ses 45 Tours des années 1980, une sélection de versions de T'as le look coco, plus 11 reprises de ce tube et un titre inédit, Toutes les aventures s'achèvent à Ibiza (Vmusic), qui sort en même temps en single[20] sur les plateformes de streaming et téléchargement.